# Balonmano Alcobendas
Maillots
Balonmano Alcobendas ou BM Alcobendas est un club espagnol de handball basé à Alcobendas, dans la banlieue de Madrid. Le club possède une section masculine et une section féminine.

## Bilan saison par saison

### Section masculine
| Saison  | Niveau | Division         | Clas.          | Remarques |
| ------- | ------ | ---------------- | -------------- | --------- |
| 1994–95 | 3      | Primera Nacional | 5e (Groupe A)  |           |
| 1995–96 | 3      | Primera Nacional | 7e (Groupe C)  |           |
| 1996–97 | 3      | Primera Nacional | 4e (Groupe C)  |           |
| 1997–98 | 3      | Primera Nacional | 3e (Groupe B)  |           |
| 1998–99 | 3      | Primera Nacional | 1er (Groupe A) | Promu     |
| 1999–00 | 2      | Honor B          | 6e             |           |
| 2000–01 | 2      | Honor B          | 7e             |           |
| 2001–02 | 2      | Honor B          | 1er            | Promu     |
| 2002–03 | 1      | ASOBAL           | 15e            | Relégué   |
| 2003–04 | 2      | Honor B          | 1er            | Promu     |

| Saison  | Niveau | Division | Clas.  | Remarques |
| ------- | ------ | -------- | ------ | --------- |
| 2004–05 | 1      | ASOBAL   | 12e    |           |
| 2005–06 | 1      | ASOBAL   | 15e    | Relégué   |
| 2006–07 | 2      | Honor B  | 4e     |           |
| 2007–08 | 2      | Honor B  | 1er    | Promu     |
| 2008–09 | 1      | ASOBAL   | 14e    |           |
| 2009–10 | 1      | ASOBAL   | 9e     |           |
| 2010–11 | 1      | ASOBAL   | 16e    | Relégué   |
| 2011–12 | 2      | Plata    | 9e     |           |
| 2012–13 | 2      | Plata    | 5e / ½ |           |
| 2013–14 | 2      | Plata    | —      |           |

- 6 saisons en Liga ASOBAL (D1)
- 8 saisons en División de Plata (D2)

### Section féminine
| Season  | Tier | Division         | Pos.           | Notes |
| ------- | ---- | ---------------- | -------------- | ----- |
| 2005–06 | 2    | Primera Nacional | 5e (Groupe C)  |       |
| 2006–07 | 2    | Primera Nacional | 2e (Groupe C)  |       |
| 2007–08 | 2    | Primera Nacional | 1er (Groupe C) | Promu |
| 2008–09 | 1    | Honor            | 10e            |       |
| 2009–10 | 1    | Honor            | 9e             |       |
| 2010–11 | 1    | Honor            | 10e            |       |
| 2011–12 | 1    | Honor            | 4e             |       |
| 2012–13 | 1    | Honor            | 4e             |       |
| 2013–14 | 1    | Honor            | 3e             |       |
| 2014–15 | 1    | Honor            |                |       |

- 5 saisons en División de Honor (D1)

## Personnalités liées au club
| Section masculine - Rafael Guijosa (entraîneur) - Jorge Maqueda - Olivier Nyokas - Danijel Šarić | Section féminine - Marion Anti - Yvette Broch - / Mihaela Ciobanu - Marta López Herrero |